# Jascha Heifetz
Jascha Heifetz (pronunție în engleză [ˈhaɪfɪts]) (n. 20 ianuarie/2 februarie 1901, Vilna, Imperiul Rus – d. 10 decembrie 1987, Los Angeles, California, SUA) a fost un violonist virtuoz rus evreu.
Este considerat ca fiind unul dintre cei mai mari violoniști din toate timpurile și a fost numit „Violonistul secolului” de către RCA Victor, compania pentru care a înregistrat.